# Нахас

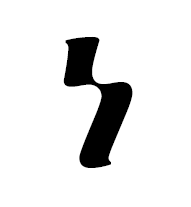
Нэ

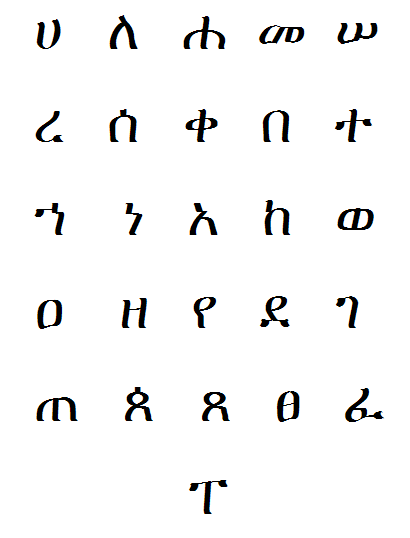

Нахас, нэхэс (амх. ነሐስ — «латунь») — буква эфиопского алфавита геэз, обозначает переднеязычный носовой согласный /n/. Гематрия — 50 (амх. ፶).
- ነ  — нахас геэз нэ
- ኑ  — нахас каэб ну
- ኒ  — нахас салис ни
- ና  — нахас рабы на
- ኔ  — нахас хамыс не
- ን  — нахас садыс ны (н)
- ኖ  — нахас сабы но